# Traliccio (elettrotecnica)

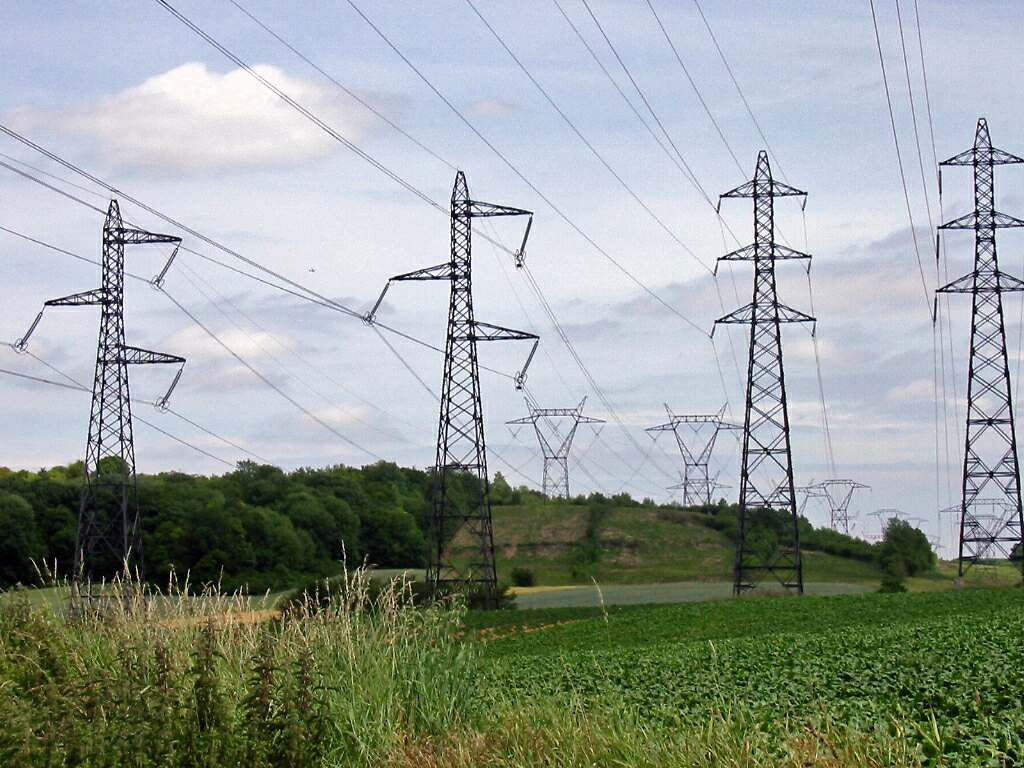
Elettrodotti ad alta tensione

Il traliccio, nell'ingegneria elettrica, è un sostegno metallico a travatura reticolare, parte dell'infrastruttura di rete destinata al trasporto di energia elettrica nel caso di linee elettriche aeree, che prendono il nome di elettrodotto.
I tralicci possono avere forme diverse ed esser composti da materiali differenti, talvolta combinati insieme.

## Caratteristiche

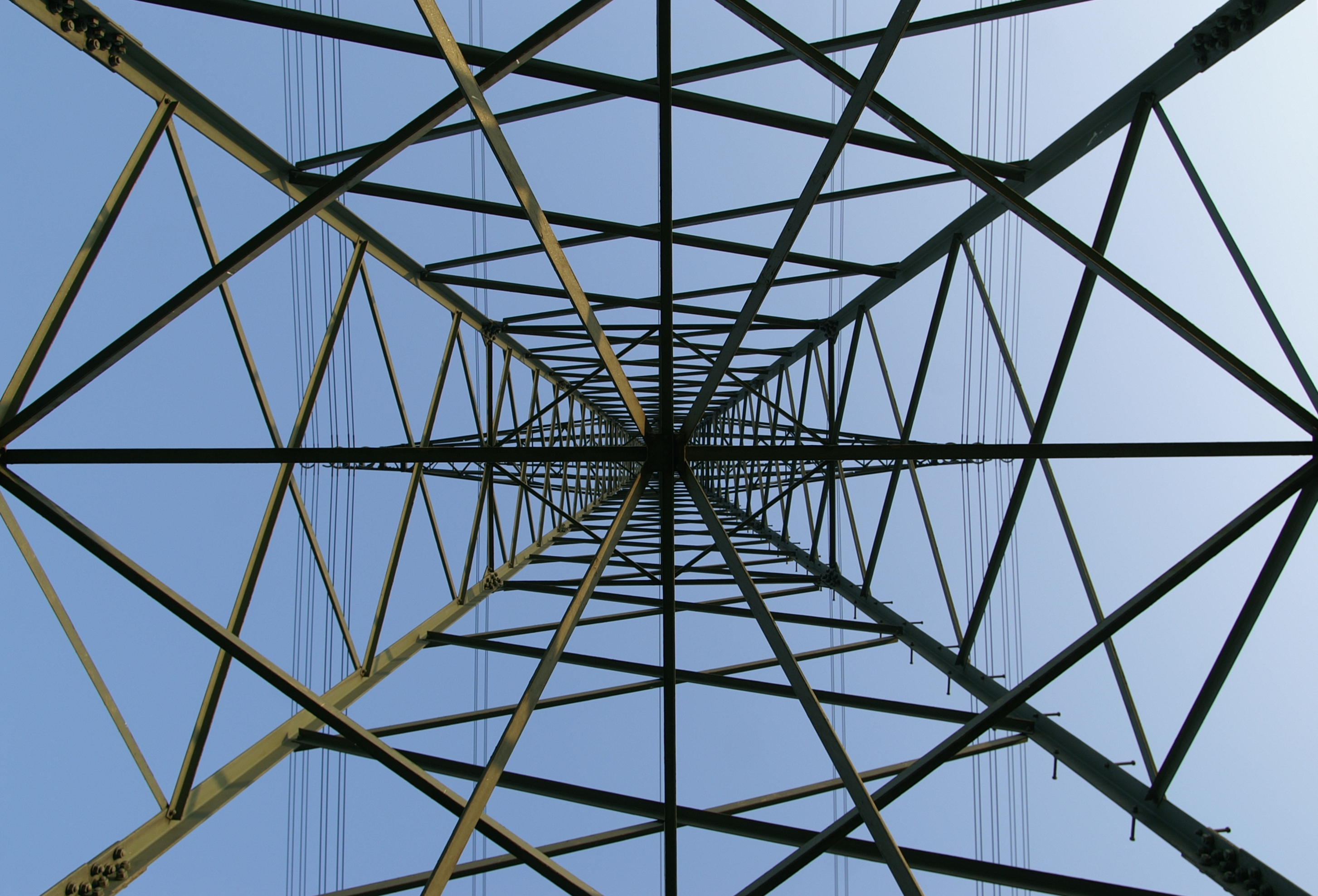
Vista prospettica trasversale del traliccio di un elettrodotto ad alta tensione nel comune di Schlins (Austria)

I tralicci possono autosorreggersi ed essere capaci di sopportare tutte le forze dovute ai carichi dei cavi, cavi sbilanciati, vento e ghiaccio in ogni direzione. Queste strutture spesso hanno una base quadrata e sono solitamente dotati di quattro punti di contatto con il terreno. L'uso di strutture intrecciate è volta all'aumento della rigidità (il triangolo è infatti una struttura indeformabile).
Un traliccio semiflessibile è tale da poter utilizzare i fili di messa a terra per trasferire il carico meccanico alle strutture adiacenti nel caso in cui un conduttore di fase si rompa e qualora la struttura sia soggetta a carichi squilibrati. Questa tipologia è utile per elevatissime tensioni, in cui i conduttori di fase vengono avvolti (due o più fili per fase). Infatti è improbabile che tutti si rompano contemporaneamente, a fronte di un incidente catastrofico o di una tempesta.
Un traliccio tirantato o di trasmissione ha una piccolissima impronta e si appoggia ai fili della corrente in tensione per sostenere la struttura e qualsiasi carico di tensione sbilanciato dai conduttori. Un traliccio tirantato può essere progettato con una forma V, che consente di risparmiare peso e costo.

## Materiali

### Acciaio

#### Acciaio tubolare

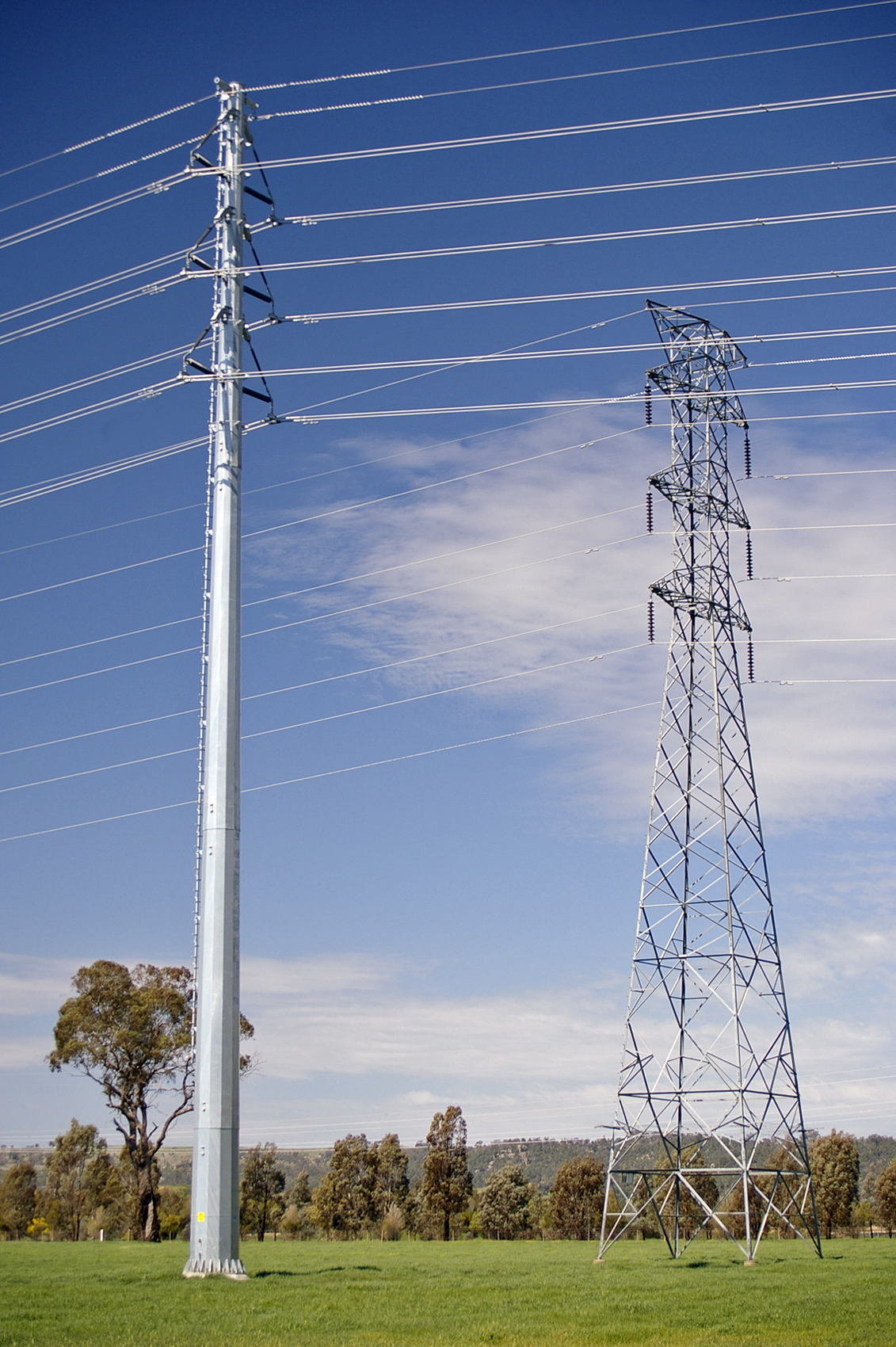
Traliccio a tubi in acciaio vicino ad uno vecchio traliccio in acciaio reticolare vicino a Wagga Wagga, Australia

I poli in acciaio tubolare vengono generalmente assemblati in fabbrica e posizionati ai lati della carreggiata. A causa della loro durata e facilità di fabbricazione ed installazione, negli ultimi anni molte società pubbliche hanno preferito l'utilizzo di torri monopolari in acciaio o struttura in calcestruzzo con travature reticolari in acciaio per la realizzazione di nuove linee elettriche e la sostituzione di tralicci precedenti.  In Germania, tralicci composti da tubi in acciaio sono prevalentemente utilizzati anche per linee di media tensione, oltre che per linee di trasmissione ad alta tensione e per due circuiti elettrici con tensioni di esercizio fino a 110 kV. Anche i tralicci di tubi in acciaio sono utilizzati frequentemente per linee 380 kV in Francia e per linee 500 kV negli Stati Uniti d'America.

#### Acciaio reticolare
Tralicci con travature reticolari sono strutture realizzate con profilati in acciaio, di solito zincato. Tralicci con tali travature sono utilizzate per le linee elettriche di tutte le tensioni e sono il tipo più comune per le linee di trasmissione ad alta tensione. Un traliccio con travature reticolari viene solitamente assemblato nella posizione in cui deve essere eretto. Questo rende possibili tralicci molto alti, fino a 100 m (e in casi particolari ancora più alti). L'assemblaggio di torri di travature reticolari può essere eseguito usando una gru; sono generalmente realizzate con profili angolari a sezione a T o a L. Per torri molto alte, sono spesso utilizzate travature reticolari, come i piloni dello stretto.

### Alluminio
I tralicci con travature reticolari possono essere realizzati anche con profilati in alluminio. L'alluminio è usato per ridurre il peso, come per esempio nelle zone montuose dove le strutture vengono posizionate tramite l’uso di un elicottero. L'alluminio è utilizzato anche in ambienti che potrebbero risultare corrosivi per l'acciaio. Il costo maggiore dovuto al materiale dei tralicci di alluminio viene compensato da un minore costo di installazione. La progettazione delle torri di alluminio è simile a quella dell'acciaio ma deve tener conto del modulo di Young dell'alluminio, più basso.

### Legno

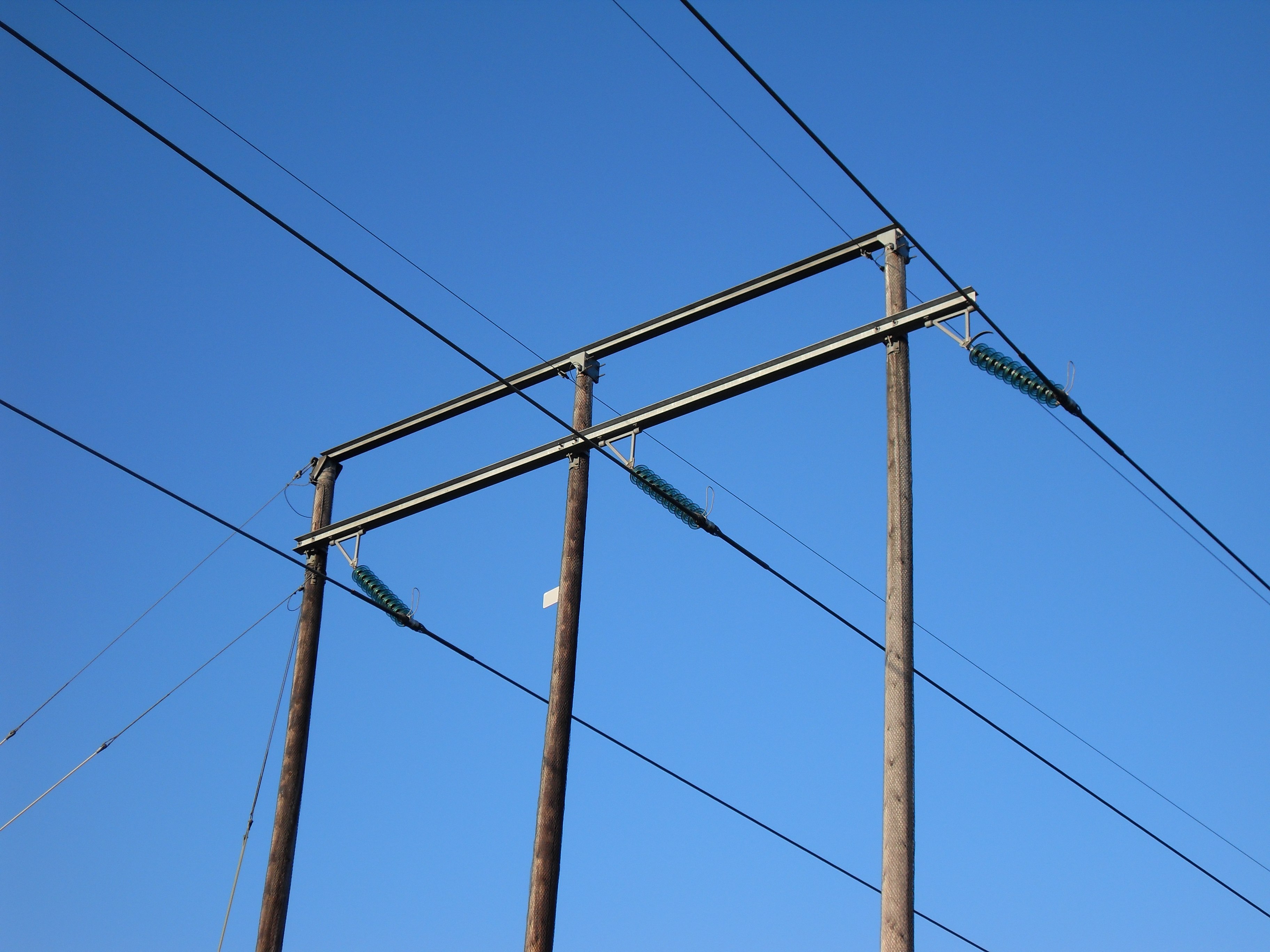
Legno e traverse metalliche

Il legno è un materiale il cui uso viene molto limitato nella trasmissione ad alta tensione. A causa dell'altezza ridotta degli alberi disponibili, l'altezza massima dei piloni di legno non può superare i 30 metri. Il legno è usato raramente per il reticolo ma sono invece utilizzati per costruire strutture multipolari, come le strutture con sezioni ad H e a K. Le tensioni che questi portano sono limitate, come in alcune regioni dove le strutture del legno trasportano solo tensioni fino a circa 30 kV. In paesi come Canada o Stati Uniti i tralicci in legno portano tensioni fino a 345 kV; questi possono essere meno costosi delle strutture in acciaio e sfruttare le proprietà isolanti di tensione di sovracorrente di legno. Il legno può anche essere utilizzato per strutture temporanee mentre costruisce una sostituzione permanente.

### Calcestruzzo

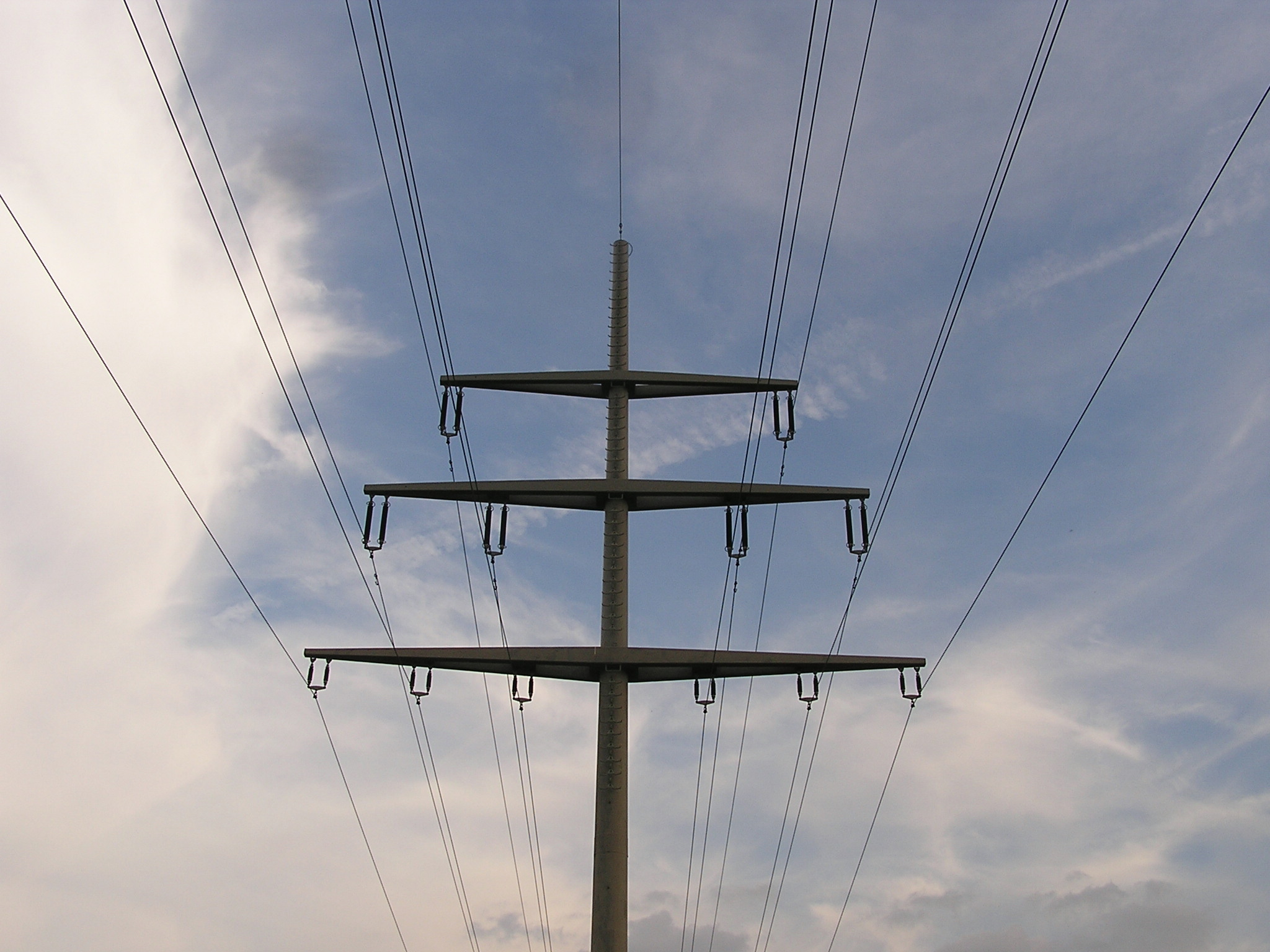
Un traliccio in calcestruzzo armato in Germania

I tralicci in calcestruzzo vengono utilizzati in Germania normalmente solo per linee con tensione di funzionamento sotto i 30 kV. In casi eccezionali, i tralicci di calcestruzzo vengono utilizzati anche per le linee 110 kV, nonché per la rete di trasporto pubblica o per la rete di corrente di trazione ferroviaria. In Svizzera, i tralicci in calcestruzzo con altezze fino a 59,5 metri (è il traliccio più alto del mondo di calcestruzzo, prefabbricato a Littau) vengono utilizzati per linee aeree da 380 kV. I tralicci in calcestruzzo vengono utilizzati anche in Canada e negli Stati Uniti.
I piloni in calcestruzzo, non prefabbricati, vengono utilizzati anche per costruzioni superiori ai 60 metri. Un esempio è un pilone alto 66 metri di una linea elettrica a 380 kV vicino a Reuter West Power Plant a Berlino. Tali piloni sembrano ciminiere industriali. In Cina alcuni piloni per le linee che attraversano i fiumi sono stati costruiti di calcestruzzo. Il più alto di questi piloni appartiene al passaggio Yangtze Powerline a Nanjing con un'altezza di 257 metri.